# 밀로스 포만
밀로스 포만(체코어: Miloš Forman 밀로시 포르만[*], 1932년 2월 18일 ~ 2018년 4월 13일)은 체코슬로바키아 출신 미국의 배우이자 영화 감독이었다.

## 작품 목록
| 연도 | 제목                       | 원제                            |
| ---- | -------------------------- | ------------------------------- |
| 1964 | 블랙 피터                  | Černý Petr                      |
| 1965 | 금발 소녀의 사랑           | Lásky jedné plavovlásky         |
| 1967 | 소방수의 무도회            | Horí, má panenko                |
| 1971 | 탈의                       | Taking Off                      |
| 1973 | 8인의 시선                 | Visions of Eight                |
| 1975 | 뻐꾸기 둥지 위로 날아간 새 | One Flew Over the Cuckoo's Nest |
| 1979 | 헤어                       | Hair                            |
| 1981 | 래그타임                   | Ragtime                         |
| 1984 | 아마데우스                 | Amadeus                         |
| 1989 | 발몽                       | Valmont                         |
| 1996 | 래리 플린트                | The People vs. Larry Flynt      |
| 1999 | 맨 온 더 문                | Man on the Moon                 |
| 2005 | 고야의 유령                | Goya's Ghosts                   |

이 외에 《제2의 연인》, 《키핑 더 페이스》, 《노매드》, 《공주 구출 작전》,《카리에르, 250 메트로스》, 《비러브드》 등이 있다.

## 수상내역[2]
- 로카르노 영화제 1등상(1964년)
- 체코슬로바키아 비평가상
- 제24회 칸 영화제 심사위원대상(1971년)
- 제28회 미국 감독 조합상 영화부문 감독상(1976년)
- 제48회 아카데미상 감독상(1976년)
- 제33회 골든 글로브상 드라마부문 작품상, 감독상(1976년)
- 제30회 영국 아카데미 시상식 데이빗 린 상(1977년)
- 제10회 LA 비평가 협회상 감독상(1984년)
- 제37회 미국 감독 조합상 영화부문 감독상(1985년)
- 제57회 아카데미상 감독상(1985년)
- 제42회 골든 글로브상 드라마부문 작품상, 감독상(1985년)
- 제47회 베를린 국제 영화제 금곰상(1997년)
- 제54회 골든 글로브상 감독상(1997년)
- 제50회 베를린 국제 영화제 은곰상(2000년)

## 경력
- 칸 영화제 심사위원
- 칸 영화제 심사위원장
- 미국 컬럼비아대학교 명예교수